# 喬奇姆·斯坦德費斯特
喬奇姆·斯坦德費斯特（德語：Joachim Standfest；1980年5月30日—）是一位奧地利足球運動員。在場上的位置是中場和後衛。他現在效力於奧地利足球甲級聯賽球隊沃爾夫斯貝格足球俱樂部。他也代表奧地利國家足球隊參賽。